# Denis Gerfaud
« Gerfaud » redirige ici. Pour l’article homophone, voir Gerfaut.
Denis Gerfaud est un auteur de jeu de rôle français. Il a, entre autres, écrit dans Jeux et Stratégie, Casus Belli et aux éditions Multisim.
Grand amateur des œuvres de Jack Vance et de Lewis Carroll, il se distingue par une approche picaresque et poétique du jeu de rôle. Moins prolifique que Croc, Denis Gerfaud a cependant joué un rôle décisif dans le développement du jeu de rôle français. On lui doit une réflexion approfondie sur la manière de jouer, sur la construction de scénarios à tiroirs, sur la mise en abyme des histoires. Ainsi dans Rêve de Dragon, les joueurs tiennent peu ou prou la place des dragons qui rêvent le monde, et certains mécanismes narratifs (comme le gris-rêve) ressemblent à la réalité de la partie.

## Ludographie
- Rêve de Dragon (1985-2004) et sa version d'initiation Oniros
- Hystoire de Fou (1998)